# Fry
Fry é uma comuna francesa na região administrativa da Normandia, no departamento de Sena Marítimo. Estende-se por uma área de 8,03 km². Em 2010 a comuna tinha 149 habitantes (densidade: 18,6 hab./km²).